# 歸州
归州，唐朝到清朝设置的州。

## 沿革

### 唐朝
武德二年（619年），分夔州秭归县、巴东县置归州，治所在秭归县（今湖北省秭归县），隸夔州總管府。相当于今湖北省秭归县、巴东县、兴山县。武德三年（620年），分秭歸縣置興山縣。至此，歸州領三縣：秭歸、興山、巴東。武德七年（624年），改總管府為都督府，歸州仍隸之。開元二十一年（733年），歸州直屬山南東道。天宝元年（742年），改歸州为巴東郡。
乾元元年（758年），復巴東郡為归州，隸荊南節度使。乾元二年（759年），歸州改隸夔忠等州都防禦使。上元元年（760年），歸州還隸荊南節度使。

### 宋朝
北宋建隆四年（963年），荊南節度使高繼沖歸朝，宋得歸州。後歸州屬荊湖北路。
南宋建炎四年（1130年），歸州改屬夔州路。紹興五年（1135年），歸州復屬荊湖北路。紹興三十一年（1161年），歸州復屬夔州路。淳熙十四年（1187年），歸州復屬荊湖北路。淳熙十五年（1188年），歸州復屬夔州路。端平三年（1236年），因避大蒙古国南侵，州治迁至江南。德祐元年（1275年），歸州降於元朝。

### 元朝
至元十二年（1275年），歸州隸荆湖等路行中书省。至元十四年（1277年），升歸州为归州路，隸湖广等处行中书省。至元十六年（1279年），降归州路為歸州，仍直隸湖广等处行中书省。至正十五年（1355年），歸州改隸四川等处行中书省。
至正十九年（1359年），歸州為天完政權所攻陷。

### 明朝
甲辰年（1364年），朱元璋平陳理，佔領歸州，隸湖广等处行中书省。洪武九年（1376年），廢歸州，其所領三縣改屬荊州府夷陵州。洪武十年（1377年），改秭歸縣為長寧縣。洪武十三年（1380年），升長寧縣為歸州，領興山縣，屬荊州府。正統九年（1444年），廢興山縣。弘治三年（1490年），復置興山縣。嘉靖四十年（1561年），州治迁回江北。隆慶四年（1570年），夷陵州巴東縣改屬歸州。至此，歸州領二縣：興山、巴東。

### 清朝
順治二年（1645年），清軍佔領歸州。雍正六年（1728年），升歸州為直隸州，直隸於湖北省；夷陵州長陽縣改屬歸州；裁施州衛為恩施縣，屬歸州。至此，歸州領四縣：興山、巴東、長陽、恩施。雍正十三年（1735年），降歸州直隸州為散州，屬宜昌府；興山、巴東、長陽三縣改屬宜昌府；恩施縣改屬施南府。
1912年，改歸州为歸县，直隸於湖北省。1914年，改归县为秭归县。

## 長官
唐朝歸州刺史（619年－742年，758年－907年）
- 谢统师（627年）
- 独孤义恭（贞观初年）
- 執失思力（龍朔時）
- 崔玄藉（666年出任）
- 寇志覽（高宗時）
- 李琮（高宗時）
- 董寄生（677年見任）
- 张诜（唐高宗、武后时）
- 吉哲（武后時）
- 賈敬宗（約武后、中宗時）
- 趙彥昭（710年出任）
- 郭諶（開元時）
- 郭仙芝（开元年间）
- 李鷾（唐肃宗时）
- 許詵（唐肃宗时）
- 孔巢父（大曆時）
- 郑礒（大历年间）
- 邵說（782年出任）
- 元偕（贞元年间）
- 崔敏（元和初年）
- 韩中（元和年间）
- 高霞寓（816年出任）
- 盧璠（818年－819年）
- 王茂元（819年）
- 杜叔良（822年出任）
- 张德翁（852年）
- 郑某（大中年间）
- 崔某（877年）
- 成汭（885年－888年）
- 于某（乾宁初年）
- 贾楚珪
- 魏恒[9]
- 孙偓（898年—906年）

宋朝知歸州軍州事（10世紀－1275年）
- 盧之翰（998年－1000年）[10]
- 程戡（仁宗時）[11]
- 唐詢（仁宗時）[12]
- 呂希純（哲宗時）[13]
- 孫升（哲宗時）[14]
- 趙仔（1275年以城降）[15]

元朝歸州知州（1275年－1359年）
- 王禿哥不花

明朝歸州知州（1364年－1376年，1380年－1645年）
- 高良新（洪武時）
- 龔興（洪武時）
- 曾大元（永樂時）
- 李世安（宣德時）
- 黃敬（宣德時）
- 楊勝（景泰時）
- 張廉（景泰時）
- 丁毅（景泰時）
- 包文學（天順時）
- 趙琮（天順時）
- 凌克溫（成化時）
- 馬琛（成化時）
- 張靜（成化時）
- 高昇（成化時）
- 李政（弘治時）
- 劉景爵（弘治時）
- 胡連（弘治時）
- 熊馬（正德時）
- 葉天爵（正德時）
- 趙璧（正德時）
- 方準（正德時）
- 姚景（嘉靖時）
- 鍾曉（嘉靖時）
- 趙章（嘉靖時）
- 江中方（嘉靖時）
- 莫讚（嘉靖時）
- 蒙詢（嘉靖時）
- 王錫（嘉靖時）
- 陳有容（嘉靖時）
- 江一勺（嘉靖時）
- 劉棹（嘉靖時）
- 鄭喬（嘉靖時）
- 吳旦（嘉靖時）
- 王良用（嘉靖時）
- 徐大經（隆慶時）
- 陳琛（隆慶時）
- 林深（萬曆時）
- 楊子龍（萬曆時）
- 萬邦弼（萬曆時）
- 李軒（萬曆時）
- 姚純臣（萬曆時）
- 吳守忠（萬曆時）
- 蔣立敬（萬曆時）
- 孫鶴年（萬曆時）
- 葉承櫝（萬曆時）
- 張尚儒（萬曆時）
- 王交如（萬曆時）
- 周緒中（萬曆時）
- 王光裕（萬曆時）
- 張應斗（萬曆時）
- 楊奇珍（天啟時）
- 周昌期（天啟時）
- 龔仲泰（崇禎時）

清朝歸州知州（1664年－1912年）
- 曹熙衡（1664年－1668年）
- 王景陽（康熙時）
- 李續祖（康熙時）
- 列通濬（康熙時）
- 楊顯名（康熙時）
- 陳對揚（康熙時）
- 魏國璘（康熙時）
- 蔣兆龍（康熙時）
- 吳元鰲（康熙時）
- 武柱國（康熙時）
- 王克修（雍正時）
- 陳之緹（雍正時）
- 胡世仁（雍正時）
- 郭良昭（雍正時）
- 鄧士燦（雍正時）
- 王志遠（雍正時）
- 張廷琛（1735年出任）
- 周珙（1736年出任）
- 侯世爵（1736年出任）
- 錢界（1747年出任）
- 趙泰交（1754年出任）
- 秦鑅（1762年出任）
- 王楙（1762年出任）
- 李南湖（1766年出任）
- 唐瑩（1773年出任）
- 陸履吉
- 郭啟泰（1774年出任）
- 嵇承豫（1776年出任）
- 吳璿（1778年出任）
- 邱之芬（1780年出任）
- 保明（1781年出任）
- 劉鰲（1785年出任）
- 熊儀東（1789年出任）
- 曾維道（1790年出任）
- 王鍾岱（1793年出任）
- 甘立朝（1801年出任）
- 顧樹（1808年出任）
- 劉清祥（1812年出任）
- 李炘（1816年出任）
- 蔣祖暄（1822年出任）
- 陳志魁（1823年出任）
- 謝坤（1825年出任）
- 鄭邗霖（1826年出任）
- 鄭濟南（1829年出任）
- 鄭偉（1829年出任）
- 辛如璽（1830年出任）
- 李會庚（1831年出任）
- 陸恩紱（1832年出任）
- 馬宏圖（1832年出任）
- 方宗斌（1833年出任）
- 趙同潤（1834年出任）
- 王毓廉（1835年出任）
- 董文燦（1836年出任）
- 周汝驤（1840年出任）
- 劉萬慶（1843年出任）
- 方長治（1845年出任）
- 李大根（1848年出任）
- 劉鴻庚（1848年出任）
- 何維翰（1849年出任）
- 書紳（1853年出任）
- 奎聯（1854年出任）
- 盧慎徽（1857年出任）
- 邵駿名（1858年出任）
- 伊勒哈圖（1859年出任）
- 范琨（1859年出任）
- 姚震雲（1860年出任）
- 崔蘭馨（1860年出任）
- 福惠（1864年出任）
- 陳乃汝（1866年出任）
- 余思訓（1866年出任）[16]